# Cochlidiosperma
Cochlidiosperma é um género botânico pertencente à família Plantaginaceae.

## Espécies
| - Cochlidiosperma lycica - Cochlidiosperma panormitana - Cochlidiosperma sibthorpioides - Cochlidiosperma stamatiadae | - Cochlidiosperma stewartii - Cochlidiosperma sublobata - Cochlidiosperma trichadena - Cochlidiosperma triloba |